# Myotis secundus
Myotis secundus és una espècie de ratpenat del gènere Myotis. És endèmic de Taiwan. És un ratpenat de petites dimensions, amb una llargada de cap a gropa de 34,1–42,1 mm, els avantbraços de 33,4–37,8 mm, una cua de 36,3–46,5 mm, els peus de 5,8–9,9 mm i les orelles d'11,1–15 mm. S'alimenta d'insectes. Com que fou descoberta fa poc, encara no se n'ha avaluat l'estat de conservació.